# Synagoge Steinheim (Westfalen)
Die Synagoge in der Stadt Steinheim im Kreis Höxter war ein Gotteshaus, das während der Novemberpogrome 1938 zerstört wurde.

## Geschichte
Zeugnisse für jüdische Einwohner in Steinheim existieren bereits aus dem 17. Jahrhundert; allerdings dürfte es sich in dieser Zeit immer nur um einzelne Familien gehandelt haben. So erscheint etwa in einer Steuerliste aus dem Jahr 1646 eine einzige jüdische Familie, danach zeitweise gar keine mehr. 1704 aber gab es 40 Personen jüdischen Glaubens aus sechs Familien in Steinheim, 1788 bereits 54. Ab 1847 war die Einrichtung von Synagogenbezirken im preußischen Staat gesetzlich vorgeschrieben; Steinheim bildete einen solchen in Verbindung mit sieben Dörfern der Umgegend. Am 1. Dezember 1855 wurde das Statut der Kultusgemeinde verabschiedet. Vieh- und Getreidehandel, wovon sich ein Großteil der Juden der Gegend ernährte, nahmen in der zweiten Hälfte des 19. Jahrhunderts einen Aufschwung. Dies führte zu steigenden Mitgliederzahlen der jüdischen Gemeinde in Steinheim; im Jahr 1880 waren es 137.
Zum Gottesdienst fanden sich die Gemeindemitglieder zunächst wohl in einem Betsaal, der in einem Privathaus untergebracht war, zusammen. Später wurde ein Fachwerkhaus in der heutigen Rochusstraße, das um 1784 gebaut wurde, als erste Synagoge genutzt. Nach dem Bau der neuen, größeren Synagoge wurde das Haus in der Rochusstraße bis 1930 noch von der Gemeinde als Schule und Wohnstatt für den Chasan genutzt.
Die neue Synagoge wurde, als die Gemeinde sich vergrößerte, nötig. Sie wurde am 1. und 2. August 1884 eingeweiht. Das Bauwerk wurde an der Ecke Marktstraße/Schulstraße aus gelben Klinkersteinen auf einem quadratischen Grundriss errichtet. Es wies neoromanische Elemente wie Rundbögen auf, besaß aber im Mittelrisaliten der Westfassade über dem Hauptportal eine gotische Maßwerkrosette. Die achteckige Kuppel des Gebäudes war mit dem Davidstern bekrönt. Die Baukosten in Höhe von 20.000 Goldmark belasteten die Gemeinde bis ins Jahr 1934.
Die Synagoge war bei ihrer Einweihung mit einem Harmonium ausgestattet. Zu diesem Zeitpunkt existierte auch schon ein Synagogenchor. 1891 schaffte die offenbar eher liberale Gemeinde auch eine Orgel an.
1933 lebten in Steinheim noch 59 Juden. Bis 1936 war in Steinheim noch ein Chasan der jüdischen Gemeinde tätig. Nachdem dieser letzte Chasan von den Nationalsozialisten vertrieben worden war, wurden in der Steinheimer Synagoge keine Gottesdienste mehr gefeiert. Schon vor den Novemberpogromen wurde die Synagoge mehrfach Opfer von Übergriffen. Die Orgel wurde 1936 unter Marktwert an die Kirche in Ottenhausen verkauft. Am 10. November 1938 wurde die Inneneinrichtung geschändet und zerstört, teils auch der örtlichen Möbelindustrie zur Verwertung zugeführt. Schließlich versuchten NS-Aktivisten die Synagoge zu sprengen, was aber nicht komplett gelang. Die Stadt übernahm daraufhin das Grundstück, zahlte dafür aber keinen Kaufpreis, sondern übernahm nur die Abrisskosten. Anfang Dezember 1938 sprengten Pioniere aus Höxter die Kuppel, die Mauerreste wurden in den darauffolgenden Wochen abgetragen. Von den letzten 59 jüdischen Einwohnern Steinheims konnten 22 noch rechtzeitig emigrieren, die übrigen wurden deportiert. Fünf Personen überlebten den Holocaust.
Planungen der Stadt Steinheim, das Grundstück zum Parkplatz umzugestalten, zerschlugen sich durch den Krieg. Nach 1945 bemühte sich der Kolpingverein um einen Ankauf, was von jüdischen Nachlassverwaltung aus religiösen Gründen abgelehnt wurde. 1953 wurde die Stelle, an der sich einst die Synagoge befunden hatte, dann mit einem Geschäftshaus überbaut. 1988 wurde zur Erinnerung an die Synagoge eine Gedenktafel angebracht, aus Rücksicht auf die neuen Eigentümer in einer Nebenstraße.